# Sebastião dos Santos
Sebastião dos Santos, mais conhecido como Tião Macalé (Niterói, 23 de agosto de 1936 — Jundiaí, 22 de agosto de 1972), foi um futebolista brasileiro que atuava como meio-campista.

## Carreira
Tião começou a praticar futebol aos quatorze anos no Santa Cruz, um time amador da região de Niterói. Depois da mudança da família para o bairro de Fonseca, Zona Norte de Niterói, foi aprovado no juvenil do São Januário FC, onde jogava como centroavante. Em seguida, foi encaminhado ao juvenil do Fluminense AC de Niterói, equipe que o projetou para defender o selecionado niteroiense no campeonato do estado do Rio.
No final de 1955, se juntou à Portuguesa do Rio, onde disputou com destaque o campeonato juvenil de 1956, marcando dez gols na competição. No ano seguinte, foi promovido ao time de aspirantes e assinou seu primeiro “contrato de gaveta” para receber 3 mil cruzeiros mensais.
Na temporada de 1957, atuou no elenco principal em algumas oportunidades, mas viria a firmar-se como titular no ano seguinte, sob o comando do técnico Lourival Lorenzi. Com o bom rendimento da Portuguesa durante o Campeonato, foi sondado por Santos, Flamengo e Fluminense, mas acertou com o Botafogo.
Tião Macalé estrearia no Botafogo em 9 de abril, contra o Santos, no Maracanã, em jogo válido pelo Torneio Rio-São Paulo de 1959. Integrou o elenco do Botafogo como meia-de-armação, inicialmente com a reserva de Didi. Com a saída do craque ao Real Madrid em 1959, Macalé se tornou titular e participou da campanha de vice-campeão estadual. Em 1961, enfim, seria Campeão Carioca, se despedindo em 14 de dezembro de 1961, na vitória de 1x0 sobre o Fluminense, pelo Estadual. Pelo Fogão, atuou em 55 jogos e marcou 5 gols.
Em fevereiro de 1962, foi negociado com o Guarani. Pelo clube, reencontrou seu bom futebol e foi convocado pela Seleção Brasileira para a disputa do Campeonato Sul-Americano de 1963. Ao todo, fez cinco partidas pela Seleção.
Ficou no Guarani até 1966, quando por empréstimo foi jogar na Ferroviária de Araraquara (SP), onde conquistou o título do campeonato paulista da Segunda Divisão.
Voltou ao Guarani em 1967, começou a conhecer o declínio, provocado por uma vida não regrada fora de campo, e foi reserva do volante Hélio Giglioli. Permaneceu no time até o início de 1969, quando novamente foi emprestado, agora para defender o Paulista de Jundiaí.
Passou ainda pela Caldense e em 1970, o Guarani negociou seu passe em definitivo com o União Bandeirante (PR), seu último clube.

### Títulos
Botafogo
- Campeonato Carioca: 1961[9]

Ferroviária
- Campeonato Paulista - Série A2: 1966

## Morte
Sebastião morreu pobre, em Jundiaí, no interior de São Paulo, no dia 22 de agosto de 1972, aos 36 anos de idade, vítima de falência de múltiplos órgãos, decorrente de baixa nutrição.